# Veselinovac
Veselinovac (en serbe cyrillique : Веселиновац) est un village de Serbie situé sur le territoire de la Ville de Valjevo, district de Kolubara. Au recensement de 2011, il comptait 206 habitants.

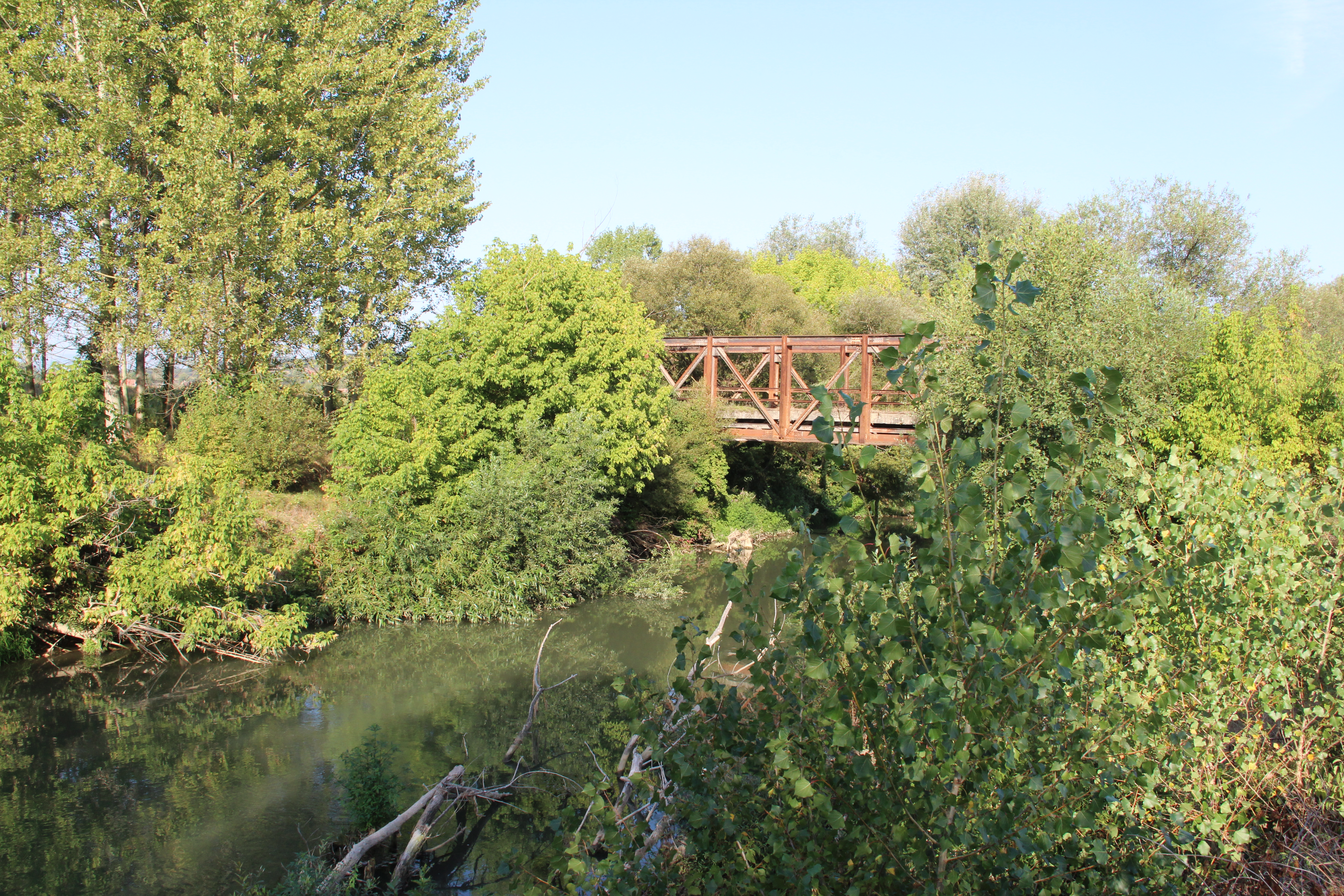
Veselinovac -  Pont sur la rivière Kolubara
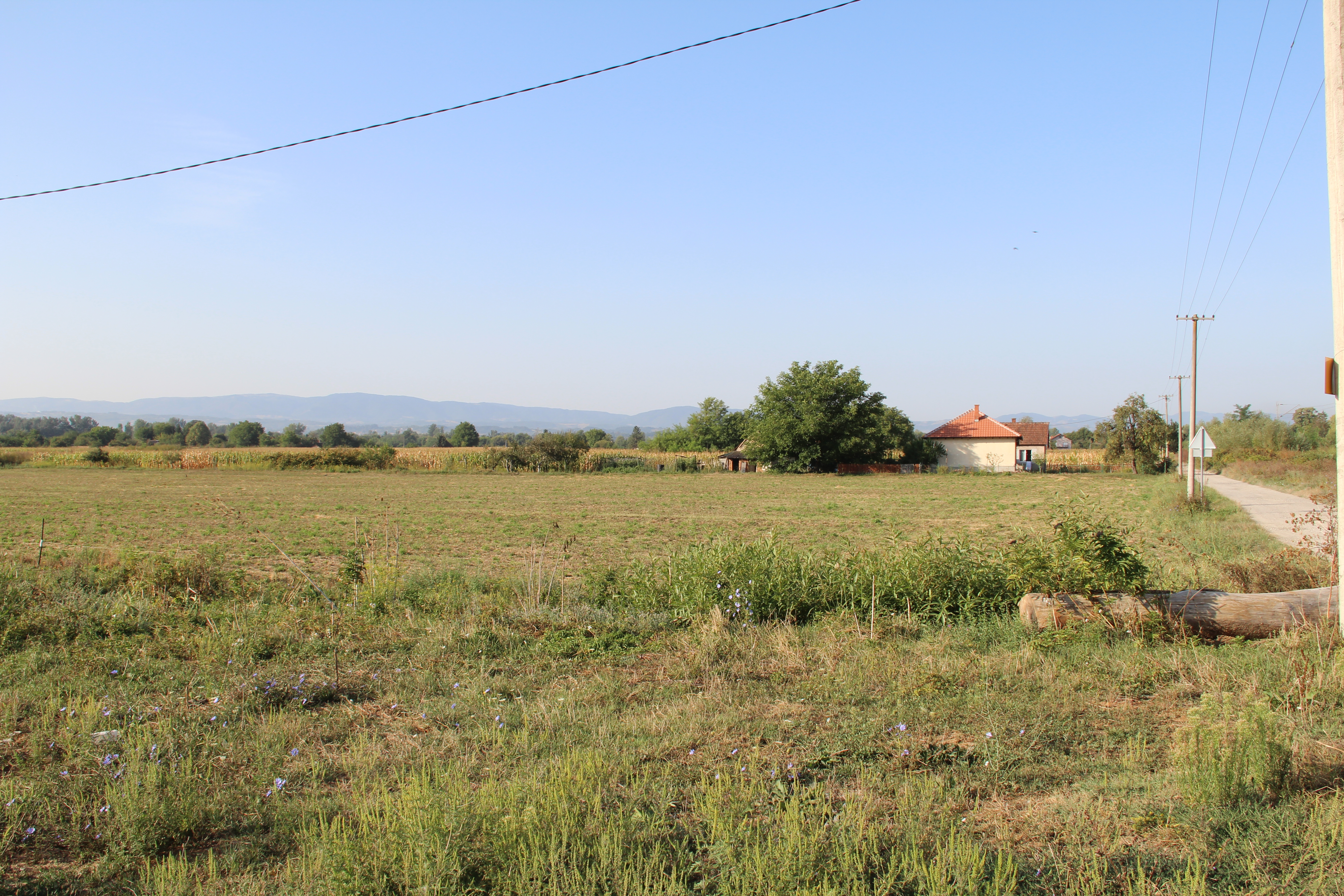
Veselinovac - Panorama
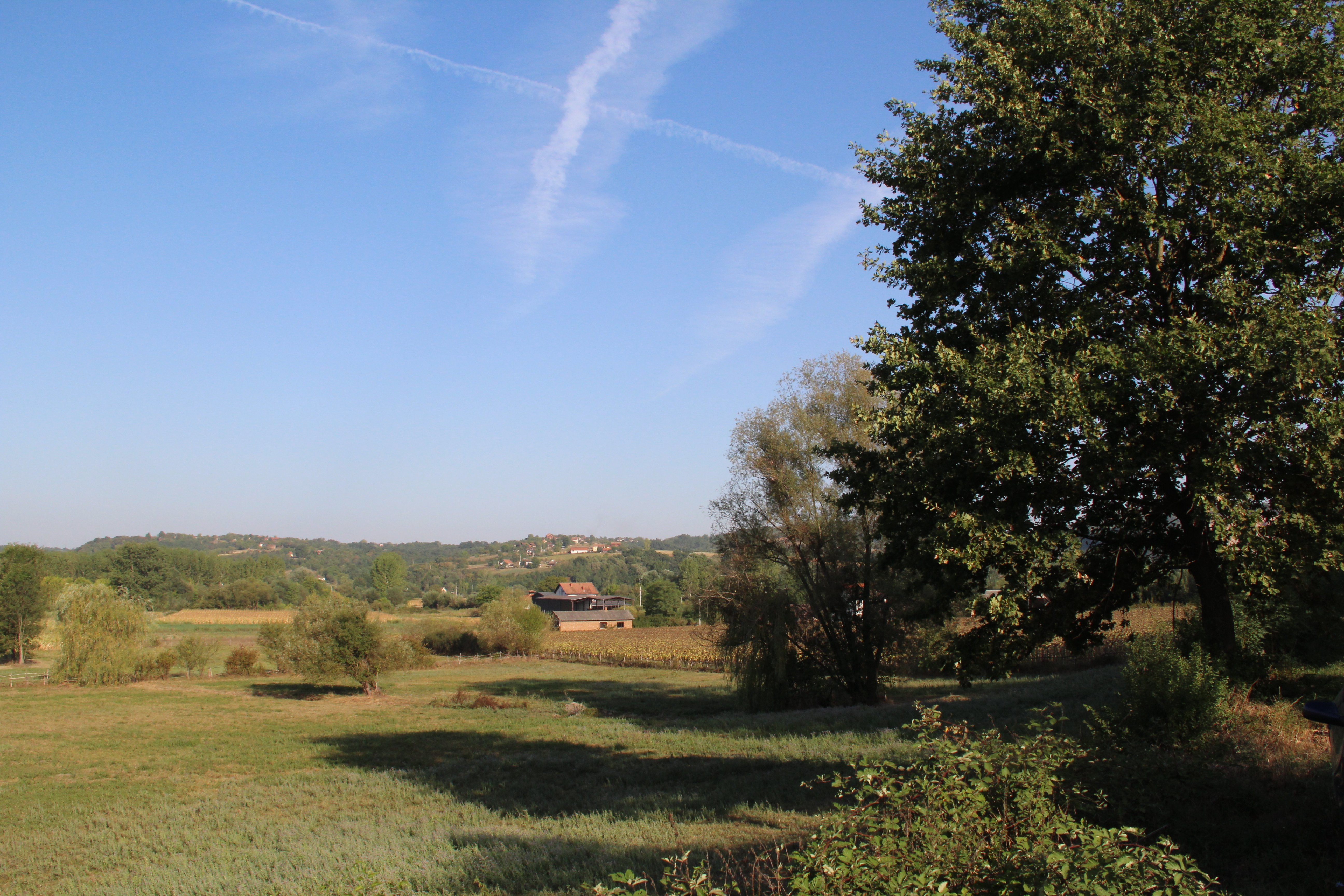
Veselinovac - Panorama
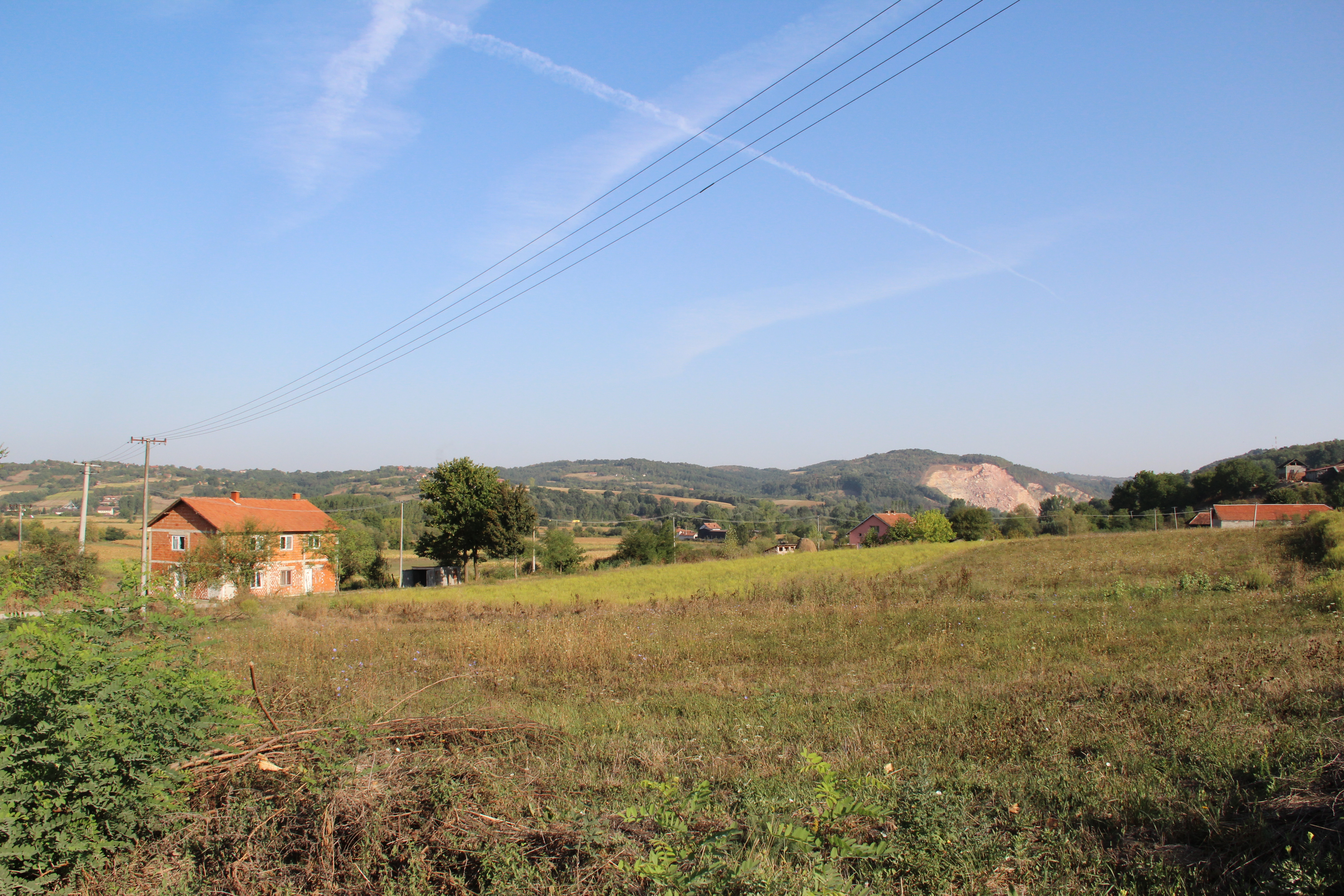
Veselinovac - Panorama
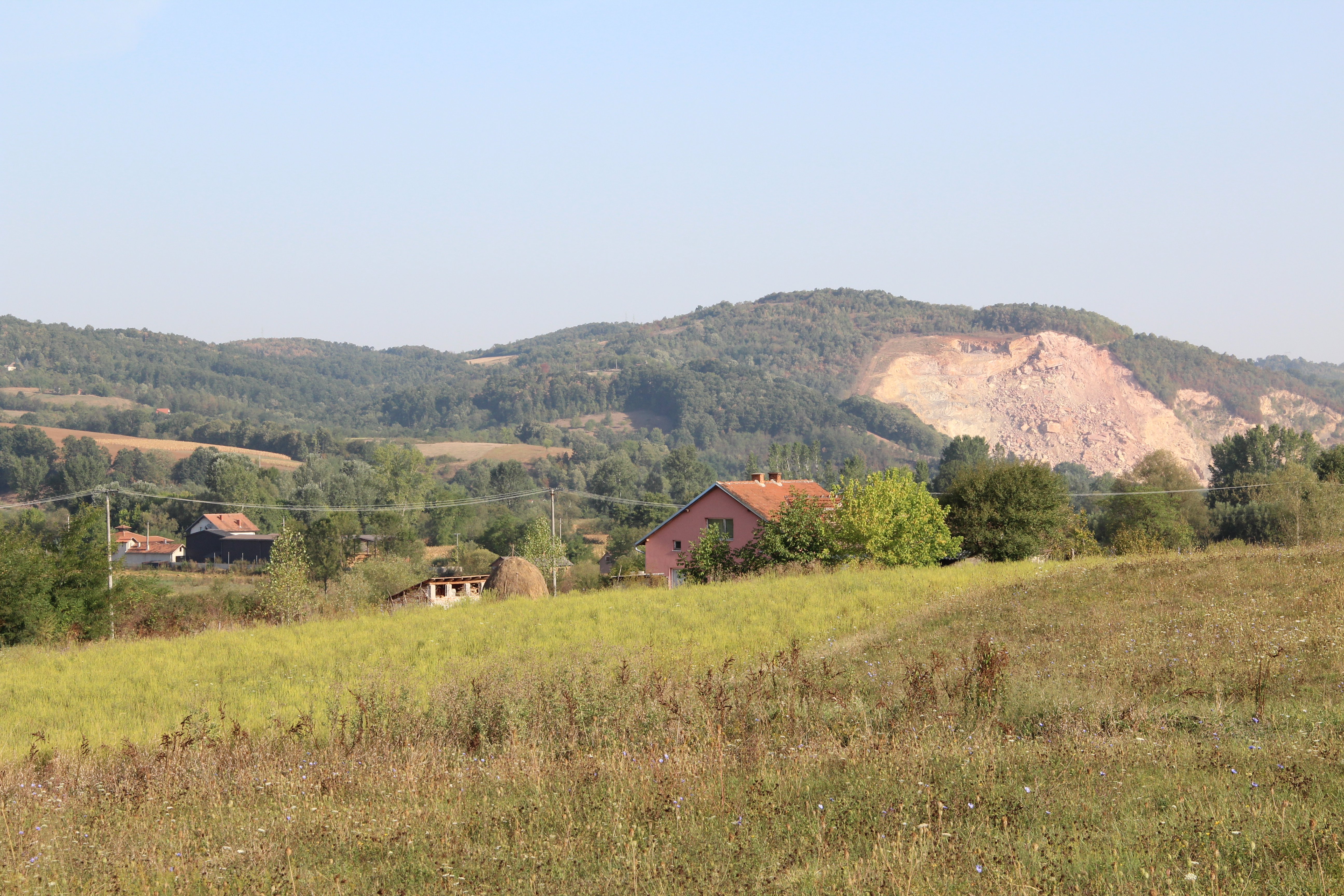
Veselinovac - Panorama
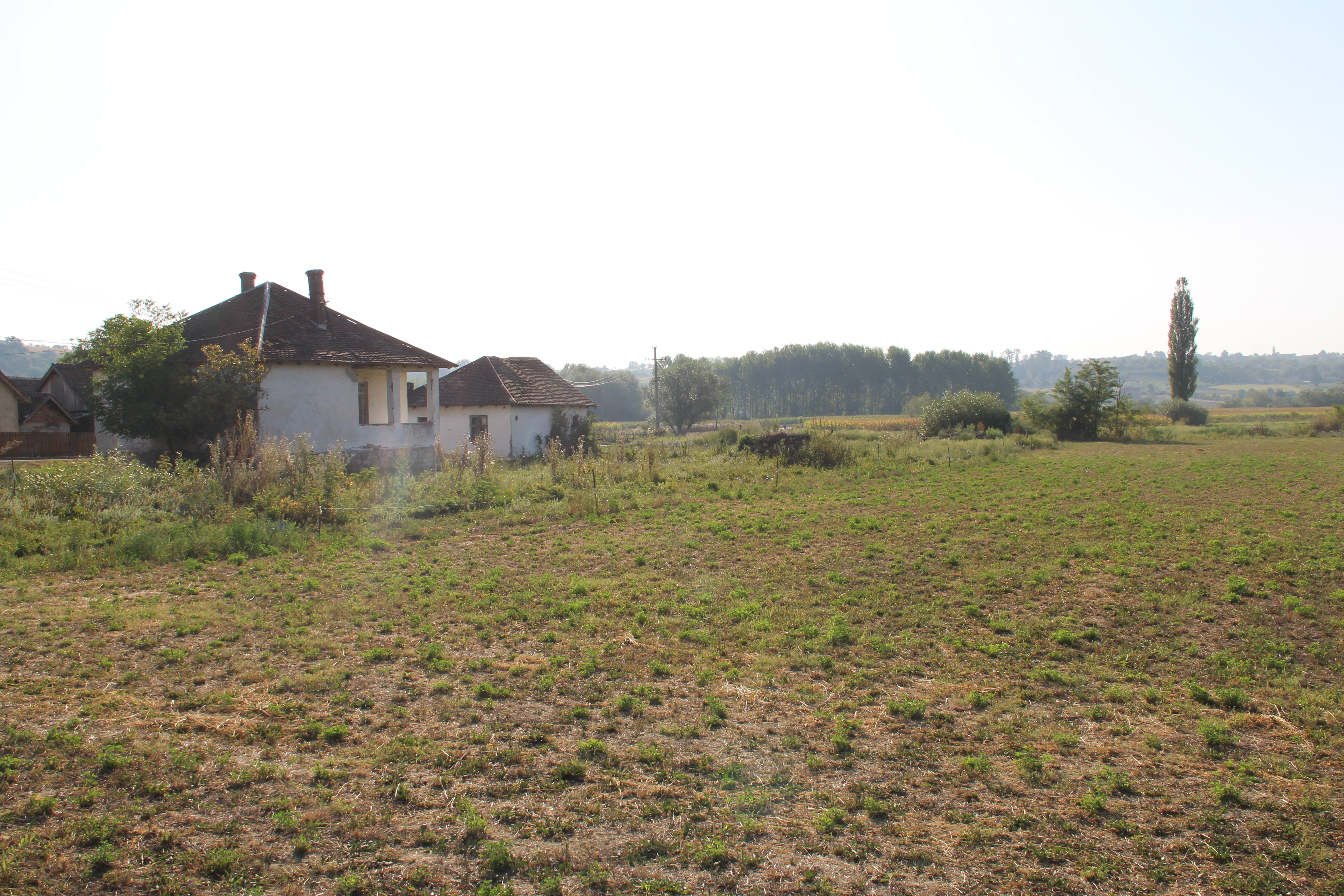
Veselinovac - Panorama
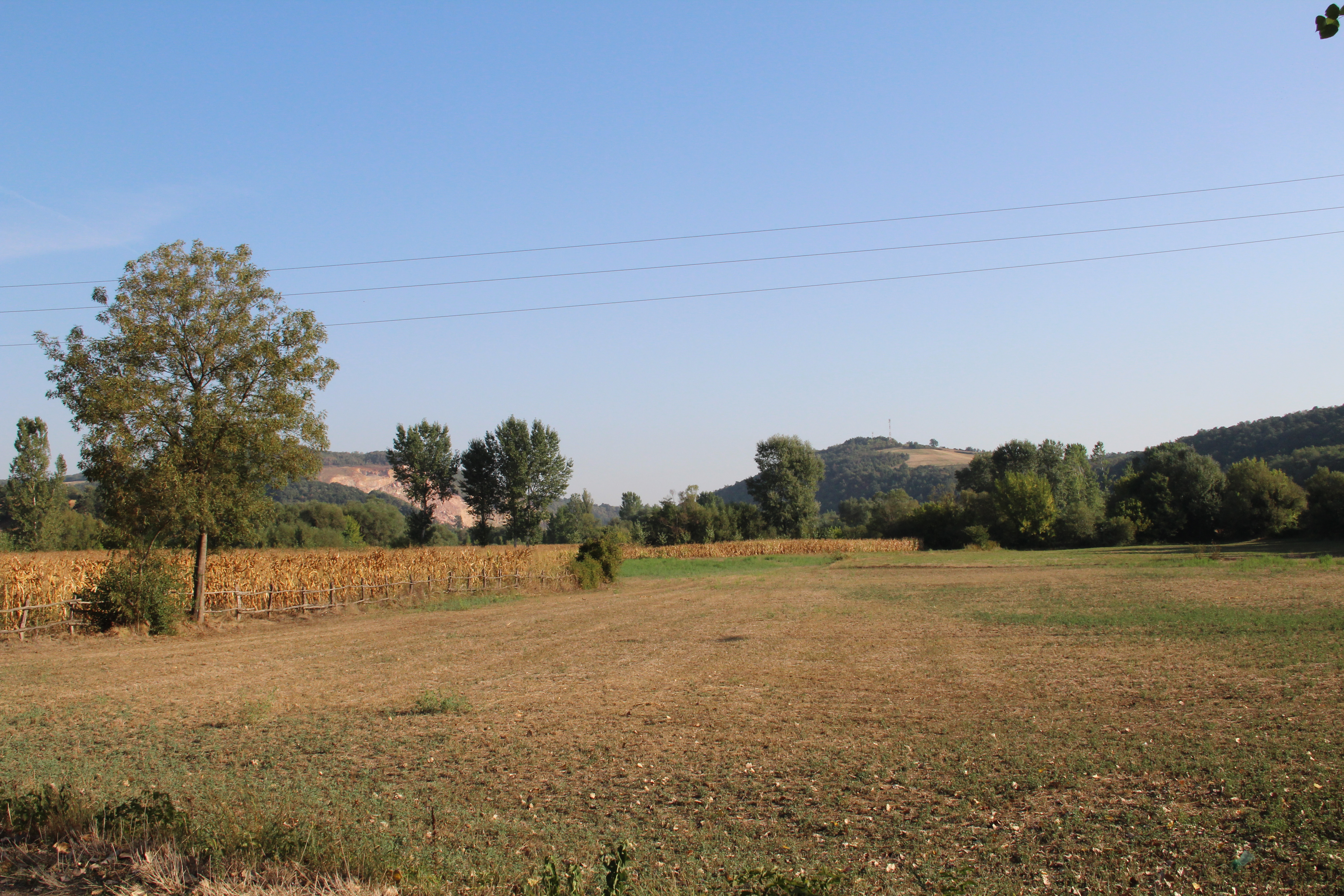
Veselinovac - Panorama

## Démographie
| 1948 | 1953 | 1961 | 1971 | 1981 | 1991 | 2002 | 2011 |
| ---- | ---- | ---- | ---- | ---- | ---- | ---- | ---- |
| 390  | 393  | 350  | 317  | 289  | 245  | 240  | 206  |

|  |